# Urmărirea (film din 1966)
Urmărirea (titlul original: în engleză The Chase) este un film dramatic american, realizat în 1966 de regizorul Arthur Penn, după piesa din 1952 și romanul omonim din 1956 a scriitorului Horton Foote, protagoniști fiind actorii Marlon Brando, Jane Fonda, Robert Redford, E. G. Marshall, Angie Dickinson, Robert Duvall.

## Conținut
Într-un oraș mic din comitatul Tarl, Texas, unde magnatul local al petrolului Val Rogers are o influență foarte mare, se află că Bubber Reeves și un alt bărbat, au evadat din închisoare. 
Șeriful Calder, care continuă să creadă în nevinovăția lui Bubber, se așteaptă ca el să se întoarcă în orașul natal, unde soția singură a lui Bubber, Anna, este acum implicată într-o aventură romantică cu cel mai bun prieten a lui Bubber, fiul lui Val Rogers, Jake.
Bubber este abandonat, după ce al doilea fugar ucide un străin pentru mașina și hainele sale. Numeroși localnici, din diverse motive, sunt ostili lui Reeves. Aceasta îl include și pe Edwin Stewart, care a furat bani de la un magazin la vârsta de 16 ani, pentru care a fost acuzat Reeves și internat la o școală de corecție. Stewart se teme că Bubber ar putea să se răzbune pe el. În plus, Bubber este suspectat de crima făcută de complicele fugar, din cauza amprentelor rămase la locul faptei.
Bubber se ascunde într-o curte de fier vechi pentru dezmemembrat mașini și îl roagă pe proprietarul Sol, un negru, să o contacteze pe soția sa pentru a-i aduce bani și haine de schimb. Calder află despre asta și vrea ca Anna și Jason să-l convingă pe Bubber să se predea singur. Este o noapte fierbinte, mulți locuitori ai Tarlului sunt puternic alcoolizați și caută distracție și senzații tari. Val Rogers și unii oameni din oraș intră în biroul șerifului și folosesc forța pentru a obține informațiile unde se ascunde Bubber. Când și alți oameni află de ascunzătoarea lui, o întreagă hoardă de oameni în mașini se îndreaptă spre curtea de fier vechi. Pentru a-l linșa, încearcă să-l alunge pe Bubber din ascunziș, dând  foc cu sticle cu benzină și petarde cimitirului de mașini, fără să țină conz că și Anna, Jason și chiar Val sunt undeva între mașini. Jason Rogers este rănit mortal într-o explozie a pompei de benzină. Cu revolverul în mână, șeriful Calder reușește să-l pună pe fugitiv în siguranță în mașina sa. Cu toate acestea, la intrarea în biroul șerifului, Bubber este împușcat de un localnic...

## Distribuție
- Marlon Brando – șeriful Calder
- Jane Fonda – Anna Reeves, soția lui „Bubber”
- Robert Redford – Charlie „Bubber” Reeves
- E. G. Marshall – Val Rogers
- Angie Dickinson – Ruby Calder, soția șerifului
- Janice Rule – Emily Stewart
- Miriam Hopkins – doamna Reeves, mama lui „Bubber”
- Martha Hyer – Mary Fuller
- Richard Bradford – Damon Fuller
- Robert Duvall – Edwin Stewart, soțul lui Emily
- James Fox – Jason „Jake” Rogers
- Diana Hyland – Elizabeth Rogers
- Henry Hull – Briggs
- Jocelyn Brando – doamna Briggs
- Bruce Cabot – Sol
- Katherine Walsh – Verna Dee
- Lori Martin – Cutie
- Marc Seaton – Paul
- Paul Williams – Seymour
- Clifton James – Lem
- Malcolm Atterbury – domnul Reeves, tatăl lui „Bubber”
- Steve Ihnat – Archie